# Japan Energy
Japan Energy Corporation — японская вертикально интегрированная нефтяная компания. Компания наряду с Nippon Mining & Metals Co., Ltd. является ядром холдинга Nippon Mining Holdings Group.

## История
В 1905 году Фусаносуке Кухара приобретает Hitachi Mine. С этого начинается история Japan Energy.
В 1912 году создаётся Kuhara Mining Co., но в 1928 году название компании меняется на Nippon Sangyo Co.
В 1929 году горно-металлургический бизнес компании передаётся Nippon Mining Co., Ltd.
В 1933 году компания начинает добычу нефти.
В 1939 году компания приобретает НПЗ в префектуре Акита.
В 1959 году компания начинает добычу природного газа.
В 1961 году вводится в эксплуатацию НПЗ в префектуре Окаяма.
В 1965 году создаётся Kyodo Oil Co., Ltd., куда было передано нефтяное подразделение Nippon Mining Co.
В 1969 году запущен завод смазочных материалов в префектуре Тиба.
В 1973 году начинается добыча нефти дочерней компанией Abu Dhabi Oil Co., Ltd.
В 1991 году создаётся Nikko Petrochemicals Co., Ltd.
В 1992 году создана Nippon Mining & Metals Co., Ltd.
В 1993 году нефтегазовый бизнес передан в Nikko Petroleum Exploration Co., Ltd. В том же году компания была переименована в Japan Energy Corporation.
В 1994 году создаётся дочернее предприятие в Китае — Shanxi Japan Energy Lubricants Co., Ltd.
В 1996 году нефтехимический бизнес Nikko Petrochemicals Co., Ltd. передан Japan Energy Corporation.
В 2002 году Japan Energy и Nippon Mining & Metals совместно создали свою холдинговую компанию Nippon Mining Holdings, Inc.

## Сферы бизнеса

### Добыча
Компания добывает нефть и природный газ как в Японии, так и за рубежом: в ОАЭ, Китае, Папуа-Новой Гвинее. Japan Energy ведёт активную разведку новых месторождений в японских территориальных водах на больших глубинах, а также на Ближнем Востоке, Юго-Восточной Азии и Океании.

### Переработка
Компания владеет 2 НПЗ в Японии. Один из них (Mizushima) является одним из крупнейших НПЗ в стране.

### Розничные продажи

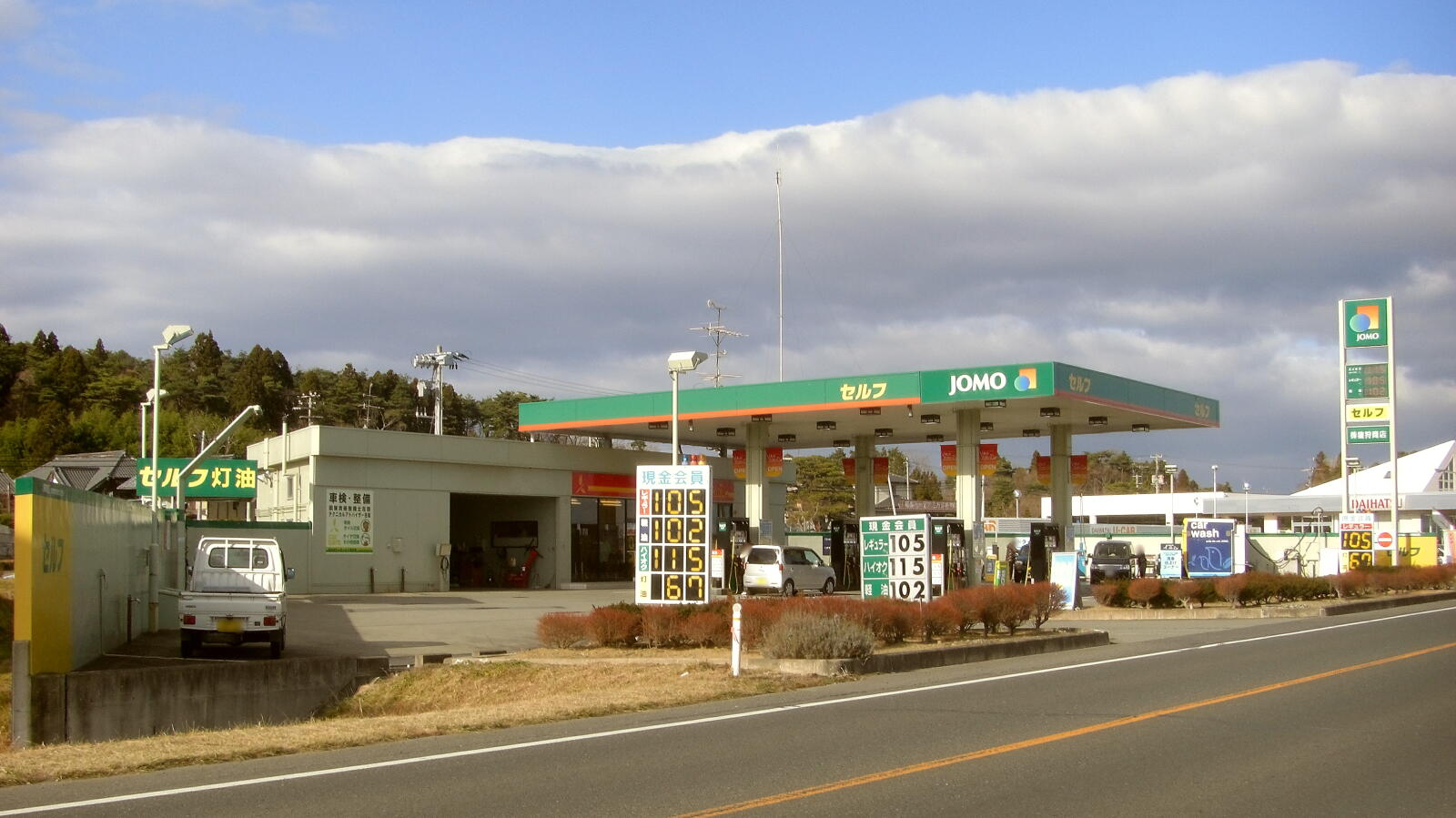
АЗС компании

Компания владеет собственной сетью АЗС, работающих под маркой JOMO.

### СНГ
Компания активно работает в сегменте сжиженного нефтяного газа. Причём продукция продаётся в том числе и в розницу: домохозяйствам и автомобилистам.

### Прочее
Среди прочих видов продукции значительное место занимают смазочные материалы и продукция нефтехимии. Так компания является одним из крупнейших азиатских производителей пара-ксилола.

## Собственники и руководство
100 % акционерного капитала компании контролировала Nippon Mining Holdings Group.